# Мец-Виль-4
Мец-Виль-4 (фр. Metz-Ville-4) — упразднённый кантон во Франции, регион Лотарингия, департамент Мозель, округ Мец-Виль, часть города Мец.
Численность населения кантона в 1999 году составляла 34446 человек. Код INSEE кантона — 5746. В результате административной реформы в марте 2015 года кантон упразднён.

## Географическое положение
Кантон Мец-Виль-4 занимал восточную часть города и соответствовал кварталам: Борни, Гранж-о-Буа, Грижи-Текнополь и Вальер-Ле-Борд.